# Ordonnateur en France

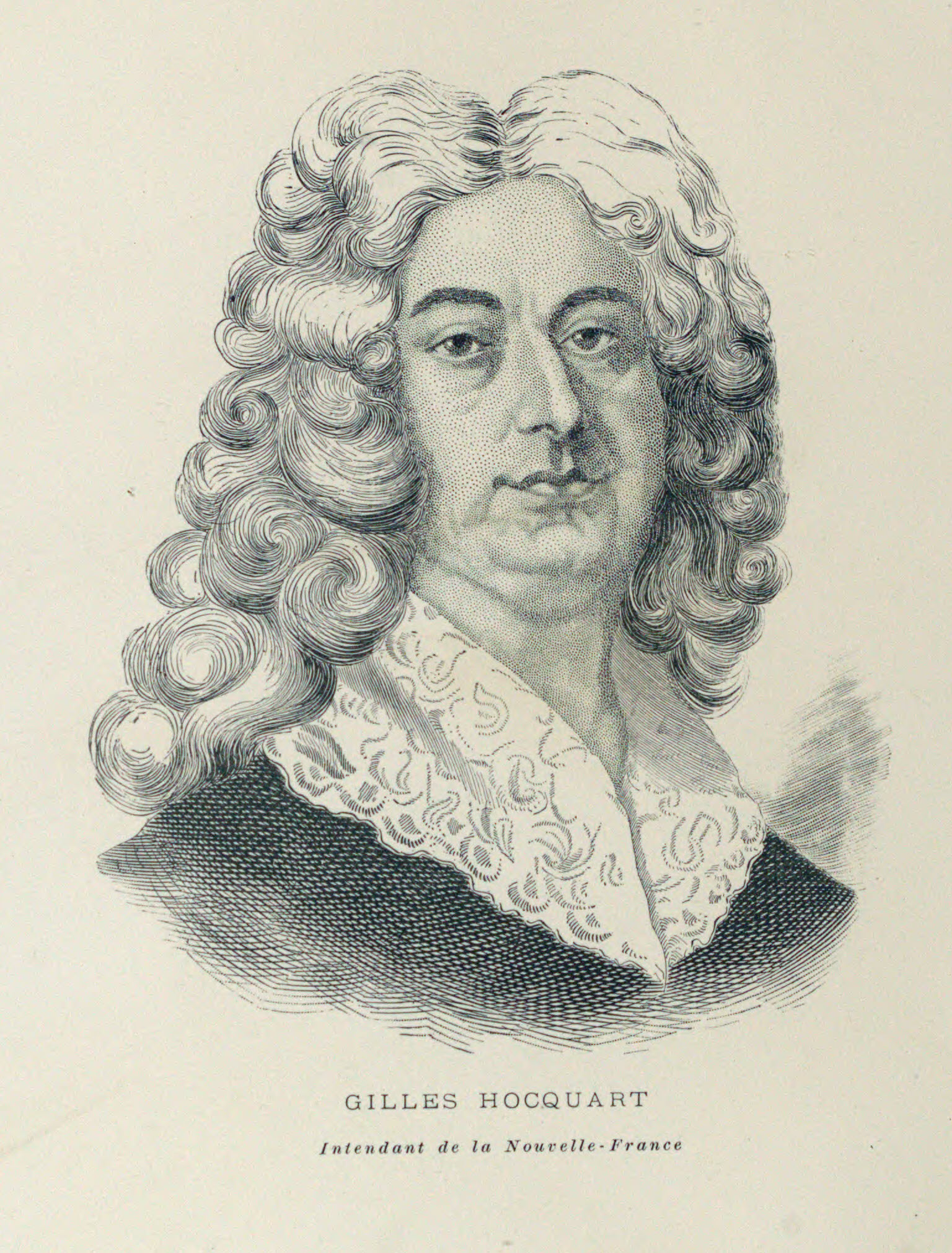
Gilles Hocquart, ordonnateur puis intendant de la Nouvelle-France

En France, un ordonnateur est un agent d'autorité placé à la tête d'un ministère, d'une collectivité territoriale, d'un établissement public ou d'un service qui a, outre ses fonctions d'administrateur, la compétence du pouvoir de décision financière. Cependant, selon le principe d'indépendance entre les ordonnateurs et les comptables, il n'a pas la compétence de manier directement les deniers publics.
La qualité d'ordonnateur est réservée à de hautes autorités administratives et politiques et est définie à la section 1 du chapitre II du titre Ier du décret relatif à la gestion budgétaire et comptable publique (articles 10 à 12) .
Les ordonnateurs peuvent être :
- Principaux :
  - Ministres pour le budget de l'État ;
  - Directeurs de services pour les budgets annexes ;
  - Directeurs d'établissements publics ;
  - Présidents de conseil régional, présidents de conseil départemental, maires pour les collectivités territoriales ;
  - Conseillers régionaux, conseillers départementaux et conseillers municipaux sur délégation du président de la collectivité ou du maire.
- Secondaires (préfets ou ordonnateurs spécifiques pour certains services déconcentrés).

« [Ils] peuvent déléguer leur signature ou se faire suppléer en cas d'absence ou d'empêchement », selon l'article 10 du décret GBCP.

## Histoire
Sous l'Ancien Régime, un commissaire ordonnateur des guerres ou de la marine était un administrateur chargé d'ordonnancer les dépenses de l'armée, de la marine.
Au temps de la Révolution, entre 1789 et 1800, l'administrateur d'un port était dénommé successivement Ordonnateur, Principal chef, Agent maritime, et de nouveau Ordonnateur pour enfin être remplacé par Préfet maritime. Dans cette période ordonnateur est un titre.

## Régime de responsabilité de l'ordonnateur
En vertu de l'article 12 du Décret relatif à la gestion budgétaire et comptable publique, la responsabilité de l'ordonnateur peut être engagée pour tout maniement irrégulier des fonds publics - gestion de fait en recette ou dépense. Ce régime de responsabilité disciplinaire, engagée devant la cour de discipline budgétaire et financière (CBDF) instituée en 1948, est critiqué pour sa faible opérationnalité, son manque de transparence et la faiblesse des sanctions pécuniaires possibles,. L'article 41 du projet de loi des finances pour l'année 2022, voté par l'assemblée nationale en 1ère lecture, autorise alors le gouvernement à réformer par ordonnance les régimes de responsabilité des ordonnateurs et comptables.